# Bürgerstiftung
Die Bürgerstiftung ist eine Form der gesellschaftlichen Selbstorganisation von Bürgern für Bürger. Bürgerstiftungen sind Stiftungen, die sich fördernd und operativ für das lokale Gemeinwohl einsetzen.

## Merkmale
Eine Bürgerstiftung ist eine unabhängige, autonom handelnde, gemeinnützige Stiftung von Bürgern für Bürger mit möglichst breitem Stiftungszweck. Sie engagiert sich nachhaltig und dauerhaft für das Gemeinwesen in einem geographisch definierten Raum und ist in der Regel fördernd und operativ für alle Bürger ihres Einzugsgebietes tätig. Sie unterstützt mit ihrer Arbeit bürgerschaftliches Engagement.
Ebenso wie Gemeinschaftsstiftungen zielen Bürgerstiftungen auf den kontinuierlichen Aufbau eines Stiftungsvermögens ab. Sie bieten insbesondere für kleinere Zustiftungen sowie als Träger treuhänderischer Stiftungen eine adäquate Organisationsform. Bürgerstiftungen sind auf eine Gemeinde oder Region bezogen, bieten aber die Möglichkeit, zahlreiche Stiftungszwecke zu verwirklichen. Zum Selbstverständnis gehört in der Regel die völlige Unabhängigkeit von staatlichen, kommunalen oder Unternehmensstrukturen. Bürgerstiftungen werden von einer Vielzahl und Vielfalt von Stiftern errichtet und getragen.

## Bürgerstiftungen in Deutschland
Seit der Gründung der ersten deutschen Bürgerstiftungen in Gütersloh 1996 und Hannover 1997 sind im gesamten Bundesgebiet zahlreiche weitere Stiftungen dieses Typs entstanden. Bereits im Jahr 2000 gaben sich Bürgerstiftungsvertreter beim Arbeitskreis Bürgerstiftungen in Dresden selbst eine Definition, die sogenannten „10 Merkmale einer Bürgerstiftung“. Diese Merkmale basieren vor allem auf der Idee der Unabhängigkeit von einzelnen Stiftern oder Personen, der Idee der Mitbestimmung, des Dienstleistens und der Transparenz. Bei namentlichen Bürgerstiftungen, die die „10 Merkmale“ nicht erfüllen, entscheiden nicht die Bürger selbst, sondern vielfach Lokalpolitik und Kommunalverwaltung z. B. über die Gremienbesetzung und Mittelvergabe. Nach der Definition wurde der Ruf nach einer Auszeichnung der „echten Bürgerstiftungen“ laut. So entwickelte der Arbeitskreis Bürgerstiftungen das Gütesiegel des Bundesverbandes Deutscher Stiftungen, das alljährlich anlässlich des Tags der Bürgerstiftungen jeweils für die Gültigkeitsdauer von zwei Jahren an die Bürgerstiftungen vergeben wird. 2023 gab es 227 Bürgerstiftungen in Deutschland, die das Gütesiegel des Bundesverbandes Deutscher Stiftungen tragen.
Da es eine gesetzliche Definition des Begriffes Bürgerstiftungen nicht gibt, definieren die "10 Merkmale", ob eine Stiftung eine Bürgerstiftung ist. Die Stiftung Aktive Bürgerschaft hat in ihrem Verzeichnis der Bürgerstiftungen in Deutschland zum 30. September 2023 insgesamt 426 Bürgerstiftungen registriert, welche den „10 Merkmalen einer Bürgerstiftung“ entsprechen. Da nicht alle Bürgerstiftungen, die die „10 Merkmale einer Bürgerstiftung“ erfüllen, das Gütesiegel beantragen, ergibt sich eine Differenz zur Anzahl der 227 Gütesiegel-Bürgerstiftungen in Deutschland. Über den Bürgerstiftungsfinder der Stiftung Aktive Bürgerschaft können Interessierte nach Bürgerstiftungen recherchieren.
In ihrem „Report Bürgerstiftungen 2015“, einer Analyse der Bürgerstiftungen in Deutschland, kam die Stiftung Aktive Bürgerschaft zu dem Ergebnis, dass über 39 Millionen Menschen in Deutschland – das sind 48 % der Bevölkerung – potentiell Zugang zu einer Bürgerstiftung haben – als Stifter, Spender, Ehrenamtliche oder Projektantragsteller. Die größte Bürgerstiftungsdichte hat Baden-Württemberg mit 8,6 Bürgerstiftungen pro eine Million Einwohner. Es folgen Niedersachsen (7,5) und Nordrhein-Westfalen (6,2). Unter den ostdeutschen Bundesländern liegt Thüringen mit 3,2 Bürgerstiftungen auf eine Million Einwohner vorn. Das Vermögen der deutschen Bürgerstiftungen lag 2021 bei insgesamt 503 Mio. Euro. Die Bürgerstiftungen haben seit ihren Anfängen in Deutschland vor 25 Jahren insgesamt 173 Mio. Euro Spenden eingeworben und gemeinnützige Projekte mit rund 210 Mio. Euro unterstützt. Fast die Hälfte dieser Mittel investieren sie in Bildung und Erziehung (47 %), gefolgt von Kunst und Kultur (17 %) und Sozialem (15 %). Bundesweit aktiv in ihren Gremien und Projekten sind rund 27.000 Menschen. Mehr als 30.000 Einzelpersonen und Unternehmen haben bereits Geld an Bürgerstiftungen gestiftet.

## Zehn Merkmale einer Bürgerstiftung
1. Eine Bürgerstiftung ist gemeinnützig und will das Gemeinwesen stärken. Sie versteht sich als Element einer selbstbestimmten Bürgergesellschaft.
2. Eine Bürgerstiftung wird in der Regel von mehreren Stiftern errichtet. Eine Initiative zu ihrer Errichtung kann auch von Einzelpersonen oder einzelnen Institutionen ausgehen.
3. Eine Bürgerstiftung ist wirtschaftlich und politisch unabhängig. Sie ist konfessionell und parteipolitisch nicht gebunden. Eine Dominanz einzelner Stifter, Parteien, Unternehmen wird abgelehnt. Politische Gremien und Verwaltungsspitzen dürfen keinen bestimmenden Einfluss auf Entscheidungen nehmen.
4. Das Aktionsgebiet einer Bürgerstiftung ist geographisch ausgerichtet: auf eine Stadt, einen Landkreis, eine Region.
5. Eine Bürgerstiftung baut kontinuierlich Stiftungskapital auf. Dabei gibt sie allen Bürgern, die sich einer bestimmten Stadt oder Region verbunden fühlen und die Stiftungsziele bejahen, die Möglichkeit einer Zustiftung. Sie sammelt darüber hinaus Projektspenden und kann Unterstiftungen und Fonds einrichten, die einzelne der in der Satzung aufgeführten Zwecke verfolgen oder auch regionale Teilgebiete fördern.
6. Eine Bürgerstiftung wirkt in einem breiten Spektrum des städtischen oder regionalen Lebens, dessen Förderung für sie im Vordergrund steht. Ihr Stiftungszweck ist daher breit. Er umfasst in der Regel den kulturellen Sektor, Jugend und Soziales, das Bildungswesen, Natur und Umwelt und den Denkmalschutz. Sie ist fördernd und/oder operativ tätig und sollte innovativ tätig sein.
7. Eine Bürgerstiftung fördert Projekte, die von bürgerschaftlichem Engagement getragen sind oder Hilfe zur Selbsthilfe leisten. Dabei bemüht sie sich um neue Formen des gesellschaftlichen Engagements.
8. Eine Bürgerstiftung macht ihre Projekte öffentlich und betreibt eine ausgeprägte Öffentlichkeitsarbeit, um allen Bürgern ihrer Region die Möglichkeit zu geben, sich an den Projekten zu beteiligen.
9. Eine Bürgerstiftung kann ein lokales Netzwerk innerhalb verschiedener gemeinnütziger Organisationen einer Stadt oder Region koordinieren.
10. Die interne Arbeit einer Bürgerstiftung ist durch Partizipation und Transparenz geprägt. Eine Bürgerstiftung hat mehrere Gremien (Vorstand und Kontrollorgan), in denen Bürger für Bürger ausführende und kontrollierende Funktionen innehaben.

Verabschiedet vom Arbeitskreis Bürgerstiftungen auf der 56. Jahrestagung des Bundesverbandes Deutscher Stiftungen, Mai 2000.

## Tätigkeiten
Im internationalen Vergleich besteht eine Besonderheit deutscher Bürgerstiftungen darin, dass der Großteil nicht nur fördernd tätig ist, sondern auch eigene Projekte operativ durchführt. Mit ihrer Arbeit können Bürgerstiftungen gestaltend eingreifen und als Promotoren sozialen Wandels agieren. Das Spektrum ist breit: Es reicht von Kunst und Kultur bis hin zu Jugendarbeit und Projekten für oder mit Senioren. Ob Gewaltprävention oder Naturschutzprojekte, gemeinsam ist den Projekten, dass sie oft auf Integration und Partizipation ausgerichtet sind. In Bezug auf Staat und Zivilgesellschaft kommt den Bürgerstiftungen eine Brückenfunktion zu: Aufgrund ihrer besonderen Stellung können sie vermittelnd tätig sein und Interessen lautverstärkend weitergeben. Bürgerstiftungen sind Partner des Staates, der Stifter und der Region, der sie sich verpflichten. Einen Staatsersatz wollen und können sie jedoch nicht darstellen.
Besonders erfolgreich arbeitende Bürgerstiftungen werden seit mehreren Jahren mit dem Förderpreis Aktive Bürgerschaft ausgezeichnet. Die Preisträger des Jahres 2021 sind die Bürgerstiftungen Barnim Uckermark, Hannover, Köln, Kreis Ravensburg und Vechta. Preisträger der Vorjahre waren u. a. die Bürgerstiftungen Lörrach, Aachen, Nürnberg, Stuttgart, Salzland – Region Schönebeck, Halle und Bielefeld.
Im Jahr 2019 wurden alle 30.000 Bürgerstifter auf dem Deutschen Stiftungstag in Mannheim für ihr Engagement mit Geld, Zeit und Ideen mit dem Deutschen Stifterpreis ausgezeichnet.

### Praxisratgeber
- Stiftung Aktive Bürgerschaft (Hrsg.): Report Bürgerstiftungen. Fakten und Trends 2016. Berlin 2016
- Stiftung Aktive Bürgerschaft (Hrsg.): Bürgerstiftung: Mitstiften! Mit Geld, Zeit, Ideen. Tipps für Bürgerinnen und Bürger, Unternehmen, Banken, Vereine, Kirchen und Kommunen. Berlin 2011
- Stiftung Aktive Bürgerschaft (Hrsg.): Bürgerstiftungen erfolgreich managen. Hinweise für die Arbeit von Vorständen, Stiftungsräten und Kuratoren. Berlin 2011
- Stiftung Aktive Bürgerschaft (Hrsg.): Wege zu einer Bürgerstiftung. Mit Mustersatzungen und Mustergeschäftsordnungen. 4. vollständig überarbeitete und erweiterte Auflage, Berlin 2009
- Stiftung Aktive Bürgerschaft (Hrsg.): Vermögensverwaltung und Rechnungslegung. Mit Mustersatzungen für Treuhandstiftung und Fonds. Berlin 2008
- Stiftung Aktive Bürgerschaft (Hrsg.): BürgerStiftungsCheck. Kennzahlenorientiertes Management von Bürgerstiftungen auf Grundlage der Balanced Scorecard. Berlin 2008
- Amadeu Antonio Stiftung (Hrsg.): Projekte für demokratische Kultur. Die Arbeit von Bürgerstiftungen vor Ort. Berlin 2007
- Bundesverband Deutscher Stiftungen (Hrsg.): Bürgerstiftungen stellen sich vor: Die Träger des Gütesiegels für Bürgerstiftungen – 103 Kurzportraits –, Berlin 2009/2010[7]
- Burkhard Küstermann: Bürgerstiftungen als Treuhänder: Die Verwaltung von Treuhandstiftungen als Dienstleistungsangebot für regional orientierte Stifter, Berlin 2006
- Initiative Bürgerstiftungen: 15 Jahre 10 Merkmale einer Bürgerstiftung. Analysen, Daten, Trends 2015/16, Berlin 2015
- Initiative Bürgerstiftungen: Gemeinsam Gutes anstiften, Berlin 2005[8]